# Saint-Julia
Saint-Julia é uma comuna francesa na região administrativa da Occitânia, no departamento do Alto Garona. Estende-se por uma área de 11.46 km², com 413 habitantes, segundo os censos de 2018, com uma densidade de 36 hab/km².